# Svobodné Dvory

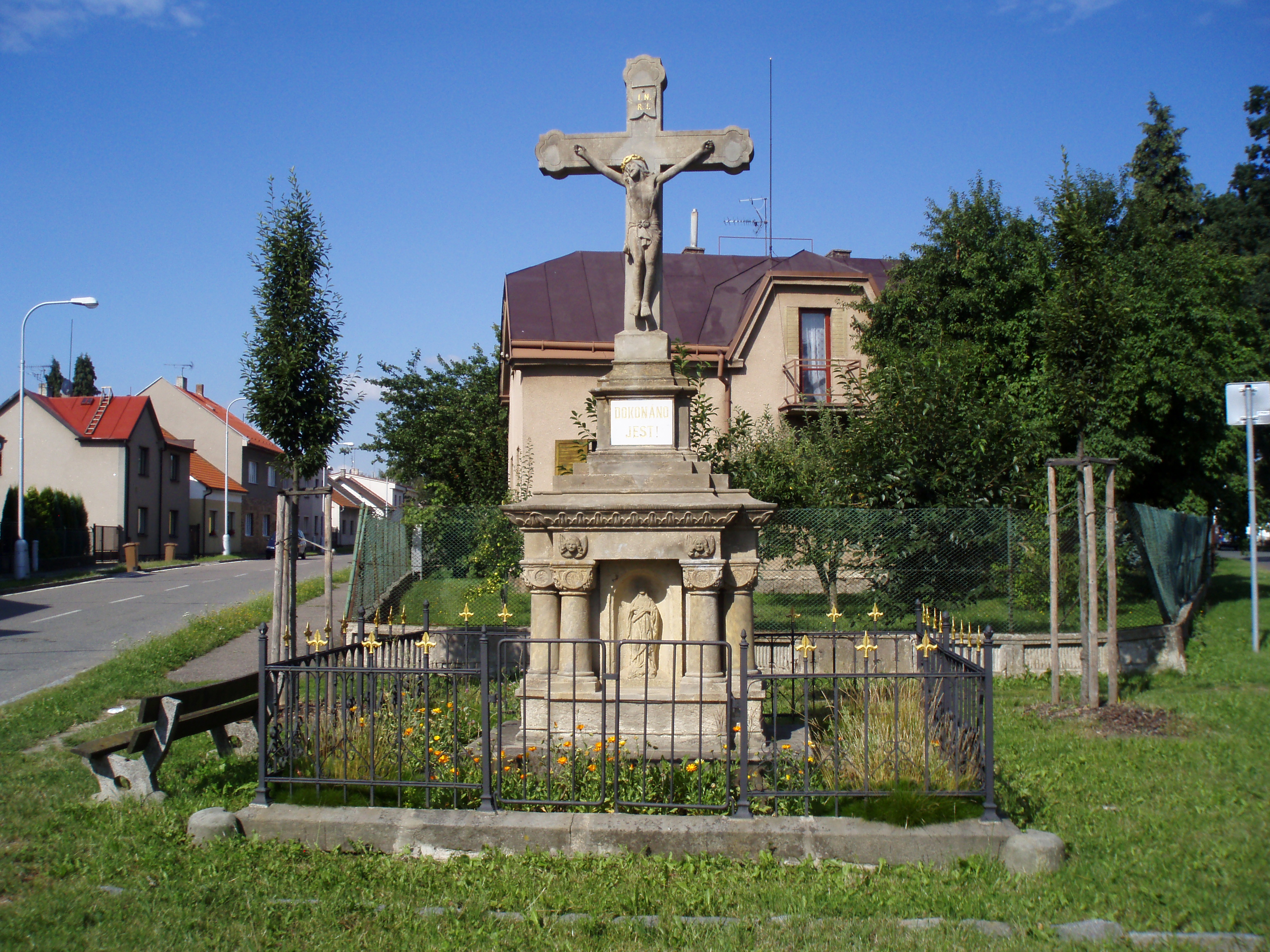
Wegkreuz

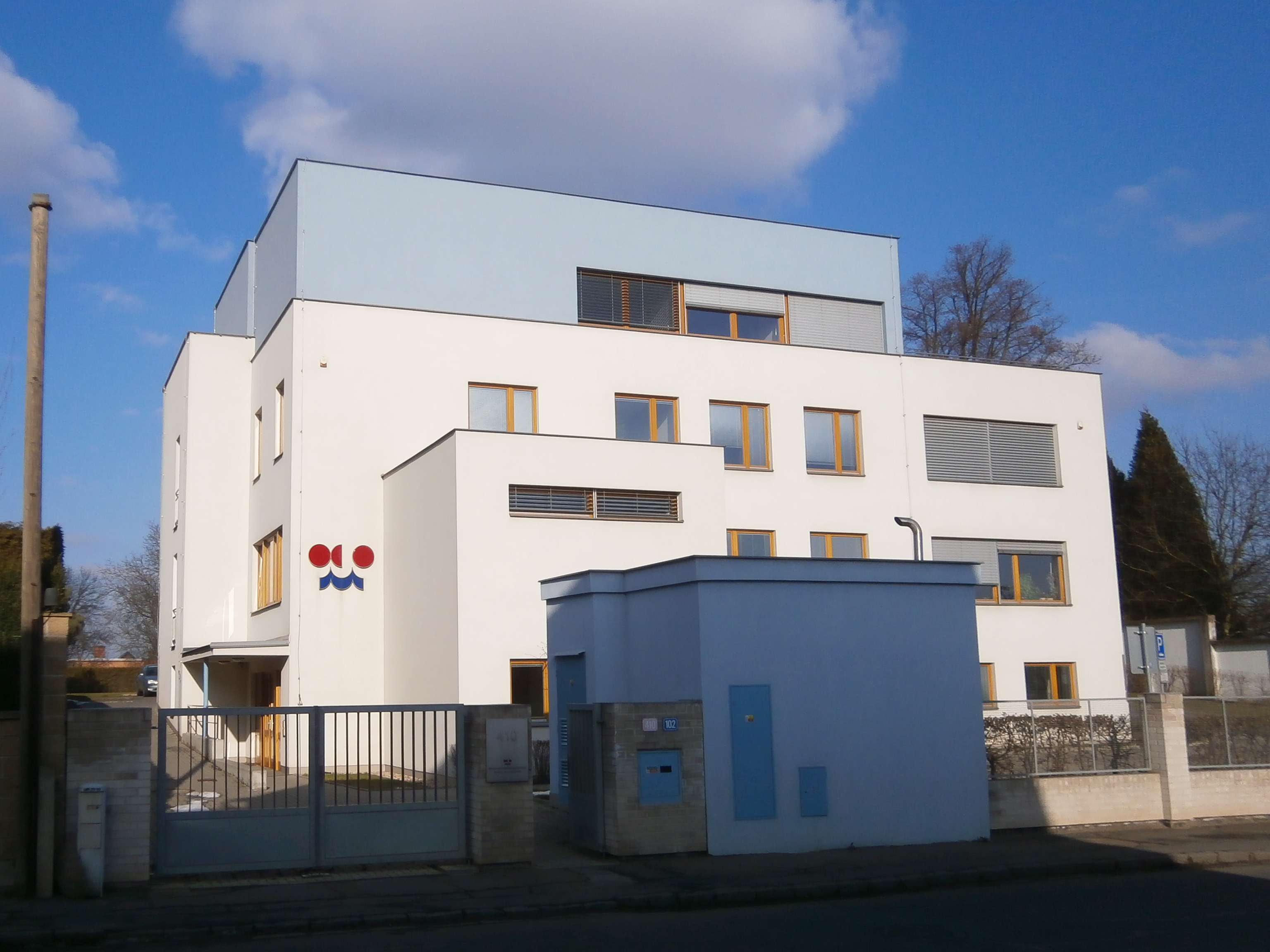
Tschechisches Hydrometeorologisches Institut

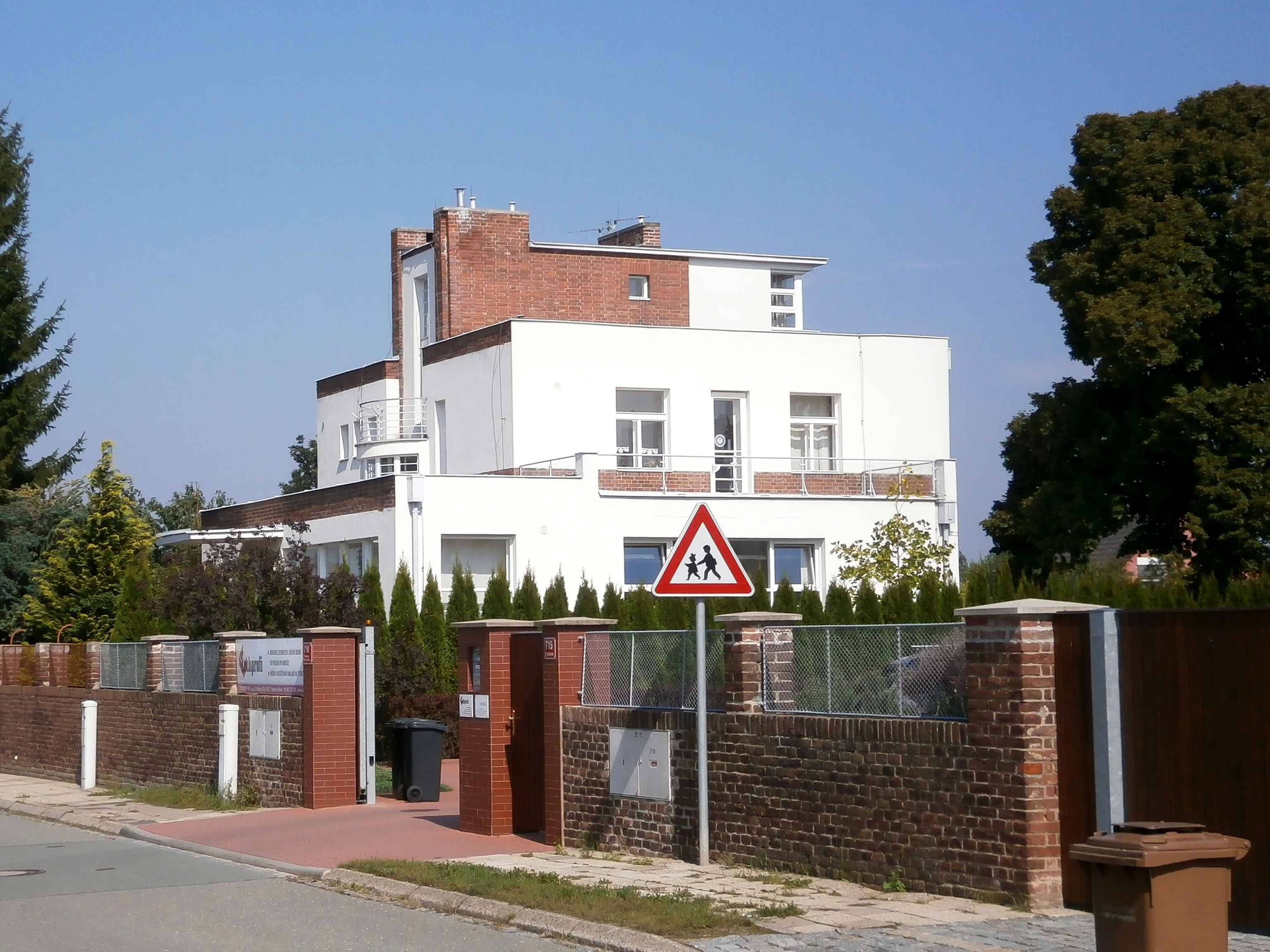
Komárek-Villa

Svobodné Dvory (deutsch Freihöfen, früher auch Schoßhöfen) ist ein Ortsteil der Stadt Hradec Králové in Tschechien. Er liegt drei Kilometer westlich des Stadtzentrums von Hradec Králové und gehört zum Okres Hradec Králové.

## Geographie
Svobodné Dvory erstreckt sich westlich des Königgrätzer Hauptbahnhofs und des Elbgrabens (Labský náhon) in der Východolabská tabule (Tafelland an der östlichen Elbe). Durch den Ort führt die Silnice I/11/E 67 zwischen Plotiště nad Labem und Chlumec nad Cidlinou; nördlich verläuft die Silnice I/35/E 442 zwischen Hradec Králové und Hořice. Südlich des Ortes liegt der Teich Bohdanecký rybník. Zwischen Svobodné Dvory und Chaloupky entsteht derzeit ein neuer Abschnitt der Dálnice 11.
Nachbarorte sind Světí im Norden, Plotiště nad Labem im Nordosten, Pražské Předměstí im Osten, Kukleny im Südosten, Plačice im Süden, Hřibsko und Stěžery im Südwesten, Stěžírky, Charbuzice und Chaloupky im Westen sowie Bor 2. díl und Bříza im Nordwesten.

## Geschichte
Auf der Anhöhe westlich von Königgrätz bestanden lange Zeit nur mehrere befestigte Freihöfe, die dem Schutz der in die Stadt führenden Straße dienten. Bei den Höfen entstanden später die zur Stadtgemeinde Königgrätz gehörigen Dörfer Bohdanecz und Klaczow. Im Jahre 1785 bestand Bohdanecz aus 28 Häusern und Klaczow aus 12 Häusern.
Im Zuge der Errichtung der Festung Königgrätz wurden nordöstlich und östlich von Bohdanecz zwei Ziegeleien errichtet, in deren Umgebung die Streusiedlung Ziegelschlag entstand. Zum Ende des 18. Jahrhunderts entwickelte sich mit Schoßhöfen eine weitere Streusiedlung. Diese wurde auf emphyteutisiertem Freihofgründen angelegt und erstreckte sich hauptsächlich südöstlich von Klaczow, umfasste aber auch mehrere Einzelgehöfte östlich und südöstlich von Ziegelschlag. Bohdanecz wurde durch die Emphyteutisierung des Meierhofes Bohdanecz und Zukauf von Fluren der Freihöfe erweitert.
Im Jahre 1836 bestand das Dorf Schoßhöfen, auch Freihöfen bzw. Swobodny Dwory genannt, aus 62 Häusern mit 325 Einwohnern; im Ort gab es ein Wirtshaus. Ziegelschlag bzw. Cyhelna bestand aus 11 Häusern mit 54 Einwohnern; im Ort gab es ein freies Bauernhaus, ein Wirtshaus sowie zwei Ziegeleien, von denen die eine der Obrigkeit, die andere der k.k. Fortifikation gehörte. Das Dorf Klatzau, auch Klatzow, Klacow bzw. die Klatzower Höfe genannt, bestand aus 10 Häusern mit 69 Einwohnern. Bohdanetz bestand aus 30 zerstreuten Häusern mit 202 Einwohnern. Schoßhöfen und Ziegelschlag waren der Stadt Königgrätz; Klatzau und Bohdanetz der k.k. Herrschaft Königgrätz untertänig. Pfarrort war Kuklena, jedoch waren Bohdanetz und Ziegelschlag anteilig nach Plotischt eingepfarrt. Bis zur Mitte des 19. Jahrhunderts blieben die vier Dörfer der k.k. Herrschaft Königgrätz bzw. der Stadt Königgrätz untertänig.
Nach der Aufhebung der Patrimonialherrschaften schlossen sich die vier Dörfer 1849 zur Gemeinde Svobodné Dvory (mit den Ortsteilen Bohdanecké Dvory, Cihelna, Klacov und Svobodné Dvory) im Gerichtsbezirk Königgrätz zusammen. Ab 1868 gehörte die Gemeinde zum Bezirk Königgrätz. Zum Ende des 19. Jahrhunderts setzte auf den östlichen Gemeindefluren eine Vorstadtbebauung ein, die sich – unterbrochen durch die Bahngleise – an die Prager Vorstadt anschloss. Die Gliederung der Gemeinde in Ortsteile wurde in dieser Zeit aufgehoben. Auf dem Gelände der Ziegelei Morávek wurde im April 1899 ein vollständiges Wollhaarmammutskelett gefunden.
Während der deutschen Besetzung wurde Svobodné Dvory/Freihöfen am 1. April 1942 nach Königgrätz eingemeindet. Am 17. Mai 1954 wurde Svobodné Dvory wieder zu einer eigenständigen Gemeinde im Okres Hradec Králové-okolí zugeordnet; seit der Gebietsreform von 1960 gehörte die Gemeinde zum Okres Hradec Králové. Am 26. November 1971 wurde Svobodné Dvory erneut in die Stadt Hradec Králové eingemeindet. Am 3. März 1991 hatte der Ort 2230 Einwohner; beim Zensus von 2001 lebten in den 636 Wohnhäusern von Svobodné Dvory 2171 Personen.

## Ortsgliederung
Der Ortsteil Svobodné Dvory besteht aus den Grundsiedlungseinheiten Chaloupky (Klatzau), Svobodné Dvory (Freihöfen) und U Metelky. Zu Svobodné Dvory gehören zudem die Ortslagen Bohdaneč (Bohdanetz) und Cihelna (Ziegelschlag).
Der Ortsteil bildet einen Katastralbezirk.

## Sehenswürdigkeiten
- Komárek-Villa, das in den Jahren 1925–1927 nach Plänen des Architekten Vojtěch Krch für den Ziegeleibesitzer František Komárek errichtete Wohngebäude gilt als erster puristischer Privatbau in der Gegend von Hradec Králové. Seit 1952 wird sie als Kindergarten und Grundschule genutzt.[7]
- Ehemaliges Pulvermagazin der Festung Königgrätz, bei Cihelna
- Statuen der hll. Franz Xaver und Johannes von Nepomuk
- Steinernes Kreuz
- Gedenkstein für die Gefallenen der Schlacht bei Königgrätz
- Gedenkstein für die Gefallenen des Ersten Weltkrieges

## Söhne und Töchter des Ortes
- Hynek Srdínko (1847–1932), Politiker, Mitglied des Reichsrates und Böhmischen Landtages
- Otakar Srdínko (1875–1930), Politiker, Schul- und Landwirtschaftsminister der ČSR